# Celrà
Celrà – gmina w Hiszpanii, w prowincji Girona, w Katalonii, o powierzchni 19,92 km². W 2011 roku gmina liczyła 4914 mieszkańców.